# Akodon aerosus
Akodon aerosus is een zoogdier uit de familie van de Cricetidae. De wetenschappelijke naam van de soort werd voor het eerst geldig gepubliceerd door Thomas in 1913.

## Verspreidingsgebied
De soort wordt aangetroffen in Bolivia, Ecuador en Peru.